# Davidius baronii
Davidius baronii är en trollsländeart som beskrevs av Maurits Anne Lieftinck 1977. Davidius baronii ingår i släktet Davidius och familjen flodtrollsländor. IUCN kategoriserar arten globalt som otillräckligt studerad. Inga underarter finns listade i Catalogue of Life.